# Vitraux de l'église Saint-Malo de Dinan
Les vitraux de l'église Saint-Malo de Dinan sont mis en place après l'achèvement de la nef en 1865. Les vitraux du chœur, du transept et des chapelles de la nef sont posés durant la fin du XIXe siècle, ceux des bas-côtés de la nef, durant la première moitié du XXe siècle, puis les vitraux de la chapelle axiale sont renouvelés au début de la deuxième moitié du XXe siècle. L'ensemble des vitraux témoigne de l'évolution de cette production artistique du XIXe siècle au XXe siècle.

## Renaissance du vitrail auXIXesiècle
Le XIXe siècle est la deuxième grande époque du vitrail après celle des XIIe et XIIIe siècles. Après avoir diminué tout au long du Moyen Âge et durant la Renaissance, la production de vitrail disparait pratiquement à partir du XVIIe siècle. La contre-réforme et le développement de l'architecture classique modifient la vision de la décoration de l'église, les vitraux assombrissent les églises et une grande quantité d'entre eux est remplacée par des vitres claires à motifs géométriques. Leur nombre diminue encore à la Révolution, les vitraux présentant des signes liés à la féodalité ou à la royauté doivent être détruits (décrets 1793).
Plusieurs facteurs vont provoquer la renaissance du vitrail au XIXe siècle :
- le concordat de 1801 puis la restauration redonnent à l'église sa pleine légitimité ;
- l'essor économique de la France durant le XIXe siècle provoque un accroissement des villes et une multiplication des paroisses, de nouvelles églises doivent alors être construites, les plus anciennes sont agrandies ou rebâties ;
- en opposition avec le rationalisme du siècle des lumières, le romantisme favorise la renaissance de la religion, le Génie du Christianisme de Chateaubriand en est un bon exemple ; le Moyen Âge est alors vu comme un âge d'or, le néo-gothique représente la modernité et devient le style dominant pour les bâtiments religieux.

L'art du vitrail est fortement influencé par ce retour au Moyen Âge. Au XIXe siècle, les références au médiéval sont incontournables dans le décor des églises.
Les vitraux « archéologiques » ou néo-médiévaux (inspirés du Moyen Âge) se multiplient, puis au début du XXe siècle, le vitrail se libère peu à peu de l'attrait pour le Moyen Âge, les goûts évoluent, le tableau d'histoire a beaucoup de succès et les représentations en « vitrail-tableaux » remplacent rapidement les vitraux néo-médiévaux.
L'église Saint-Malo de Dinan possède ces deux catégories de vitraux, vitraux néo-gothiques du XIXe siècle et vitrail-tableaux de la première moitié du XXe siècle. Les vitraux néo-gothiques sont ici qualifiés de « vitraux mixtes », car ils sont constitués d'une partie « vitrail tableau » entourée d'architectures néo-gothiques. Excepté dans les chapelles rayonnantes et dans le haut-chœur, ces nouveaux vitraux ont peu à peu remplacé les anciennes verrières composées de vitreries à losanges.
Le déambulatoire, le transept et les chapelles de la nef sont ornés de « vitraux mixtes » du XIXe siècle à motifs néo-gothiques, voire néo-renaissance. Les deux côtés de la nef accueillent les grands « vitraux-tableaux ».
Jusque dans les années 1980, les vitraux de Saint-Malo de Dinan n'intéressent personne :
- en 1922, l'architecte des bâtiments civils décrit les vitraux néogothiques du XIXe siècle comme « dépourvus d'intérêt »[4] ;
- en 1950, l'architecte en chef des Monuments Historiques évoque des « vitraux à personnages du siècle dernier sans aucun intérêt »[4] ;
- en 1974, l'architecte en chef des Monuments Historiques note le mauvais état des vitraux de l'église et les décrit comme  "grandes compositions à personnages sans intérêt datant d'une cinquantaine d'années"[4].

Il faut attendre les années 1990 pour qu'ils retrouvent un intérêt culturel : « les vitraux qui longent les bas côtés et le déambulatoire, tous des XIXe et XXe siècles, sont de qualité tout à fait exceptionnelle » déclare l'architecte en chef des Monuments Historiques en 1991.

## Contexte historique

### Les relations entre l'église et les communes
La décoration de l'église et les vitraux en particulier expriment le message religieux délivré par le clergé auprès des fidèles. Ce programme iconographique dépend du contexte historique dans lequel il s'exprime, des moyens dont dispose la paroisse et des acteurs pouvant le prendre en charge ou l'influencer.
Au XIXe siècle, le concordat de 1801 puis le décret du 30 décembre 1809 organisent les relations entre les religions, les communes et l'état :
- ils rétablissent la fabrique en tant qu'organe de gestion du culte dans la paroisse, c'est elle qui est responsable de l'entretien de l'église et de sa décoration[7] ;
- ils attribuent la propriété des églises paroissiales aux communes qui doivent les maintenir en état et ont la charge des grosses réparations.

Jusqu'en 1905, les vitraux, éléments décoratifs, sont de la responsabilité des fabriques, ils sont tenus de les réparer et de les restaurer. Le maire et le curé étant membres de droit de la fabrique, l'église et la commune sont parties prenantes dans les décisions relatives à la décoration de l'église. De plus, les décisions nécessitant une dépense importante (supérieures à 200 Francs en 1809) doivent être soumises au préfet - il assure la tutelle administrative des fabriques - et discutées en séance de Conseil Municipal. La pose de nouveaux vitraux ne peut donc se faire qu'en concertation entre la fabrique et le conseil municipal.
Les archives de la fabrique de l'église Saint-Malo de Dinan ne révèlent malheureusement aucune information concernant les vitraux posés dans le chœur et une partie de la nef avant 1905.
En 1905 est votée la loi de séparation des églises et de l'état :
- la fabrique est remplacée par l'association cultuelle, refusée par l'église, elle sera remplacée par l'association diocésaine[12],[13] (accords Poincaré-Ceretti signé entre la papauté et la France en 1924) ; l'association diocésaine ne se situe plus au niveau de la paroisse mais au niveau du diocèse, l'évêque en est le président, la commune n'y intervient plus. La responsabilité de l'entretien des églises paroissiales (construites avant 1905) se partage entre le curé (pour l'entretien courant, en tant qu'affectataire des lieux) et les communes (pour leur maintien en état, en tant que propriétaire) ;
- après 1905, à la suite du refus de l'Église de créer les associations cultuelles prévues par la loi de séparation, les biens meubles et immeubles présents dans les bâtiments religieux restent propriété des communes (à l'exception des biens acquis ou construits après 1905)[11],[14], ils sont affectés au curé (et non à l'évêque[15]) pour les besoins du culte. Ce sont les communes, propriétaires des lieux, qui prennent en charge les travaux relatifs à l'immobilier[16].

De 1905 à 1924, la fabrique n'existe plus, l'association diocésaine n'est pas encore créée, la situation juridique de l'église reste floue. Dans l'église Saint-Malo de Dinan, le curé, affectataire de l'église, semble être le principal décisionnaire en matière de choix des vitraux entre 1920 et 1926. Les vitraux sont financés par la paroisse, le bulletin paroissial de cette époque fait appel aux donateurs (contrairement à d'autres églises, leur nom est rarement inscrit sur le vitrail).
À partir de 1925 (création de l'association diocésaine de l'évêché de Saint-Brieuc-Tréguier), le curé, l'association diocésaine chargée de l'organisation du culte et la commune, propriétaire de l'église doivent dialoguer pour aménager l'église.
De 1920 à 1930, les bulletins paroissiaux ainsi que les archives de la Médiathèque du patrimoine ne mentionnent que le curé et les architectes des monuments historiques en tant qu'acteurs de la décoration de l'église. Ni le conseil municipal, ni le diocèse ne participent au financement et au choix des vitraux.
Après la seconde guerre mondiale, apparaitront les Commissions diocésaines d'art sacré, le concile Vatican II les rendra obligatoire. La pose de vitraux sera dorénavant soumise à l'accord de cette commission dans chaque diocèse.

### Les relations avec l'état
L'état intervient par le biais des architectes des bâtiments civils, des architectes diocésains puis des architectes des Monuments Historiques.
Au XIXe siècle, leur intervention se signale surtout lors de la construction de la nouvelle nef, les vitraux n'y sont pas évoqués.
L'église est classée monument historique le 1er aout 1907 et les interventions des architectes des Monuments Historiques après cette date sont nombreuses.
En 1920, M. Hambold, architecte en chef de Monuments Historiques, demande que soit modifié le sujet en bas du vitrail commémoratif (maquette de Marcel Magne),
En 1925, les Beaux Arts et les Monuments Historiques souhaitent que les verres composant les nouveaux vitraux proposés par l'atelier G. Merklen (cartons de J. Virolle) soient de petite dimension et les plombs nombreux.
De 1923 à 1928, l'architecte en chef des Monuments historiques donne son avis sur les nouveaux vitraux de la nef et note que les frais de réalisation et de pose sont entièrement à la charge de la paroisse.

### Théologie
Le Saint-Siège, après la période révolutionnaire veut restaurer l'église en lui donnant une vocation universelle respectant une liturgie identique partout dans le monde. Cette volonté s'oppose à l'approche gallicane de l'église de France et durant la première moitié du XIXe siècle, gallicans et ultramontains s'affrontent à coup d'articles et de livres. Vers 1860, les ultramontains ont gagné, tous les évêchés ont abandonné la liturgie locale pour la liturgie romaine. Le bréviaire, le missel sont conformes à cette liturgie, les pratiques locales sont abandonnées et le latin est affirmé comme la langue de l'église universelle (la plupart des vitraux du XIXe siècle sont écrits en latin).
La doctrine ultramontaine veut relancer la pratique religieuse et souhaite s'appuyer sur des messages simples et compréhensibles par tous. L'éducation religieuse, la famille, les valeurs chrétiennes prennent beaucoup d'importance. La piété religieuse envers le Christ (Sacré-cœur) et la Vierge Marie (Immaculée Conception), sont essentielles. La primauté du pape est affirmée. Durant son pontificat (1846-1878), le pape Pie IX officialise le dogme de l'Immaculée Conception en 1854, étend la fête du  Sacré-Cœur à l'ensemble de l'église catholique romaine en 1856, publie, en 1864, l'encyclique Syllabus où il condamne un grand nombre d'évolutions dans le domaine des idées, de la politique, de la science et en 1870 il définit le dogme de l'Infaillibilité pontificale à la suite du concile Vatican I.
Le pontificat de Léon XIII (1878-1903) assouplira la position dogmatique de l'église et l'orientera vers de préoccupations plus sociales (voir l'encyclique Rerum novarum et ses conséquences). Cette nouvelle orientation laissera plus de liberté aux concepteurs des programmes iconographiques des églises.

## Peintre-verriers
Plusieurs ateliers de peintre-verriers se sont succédé à l'intérieur de l'église :
- l'atelier Eugène Denis (1828-1878) de Nantes[23] pour les "vitraux mixtes" du XIXe siècle (chœur, transept, chapelles de la nef et façade occidentale), actif de 1851 à 1878, il réalisa beaucoup de vitraux dans l'ouest de la France ; initialement Eugène Denis faisait lui-même ses cartons[24], puis, à la suite du développement de l'atelier, il en chargea les dessinateurs Hussenet et Livache ;
- l'atelier Charles Lorin de Chartres pour le vitrail du rosaire dans la nef (1901) ; Charles Lorin[25] (1874-1940), actif de 1901 à 1940, intervint dans de très nombreuses églises françaises ;
- Charles Champigneulle fils[26] (1853-1905) pour le vitrail du purgatoire ; membre d'une dynastie de peintres-verriers, fils de Charles-François Champigneulle, son atelier est situé à Paris (rue ND des Champs, no 96) ; il signe Ch. Champigneulle et Cie (jusqu'en août 1899) et ancienne maison Coffetier ;
- l'atelier Ch. Champigneulle[27] (successeurs de Charles Champigneulle fils) pour le vitrail commémoratif de la première guerre mondiale (1921) ;
- l'atelier G. Merklen[28] associé au peintre Jean Virolle pour plusieurs vitraux au sein de la nef (1923-1925) et l'atelier R. Desjardins[29] (successeur de G. Merklen) pour la verrière d'Anne de Bretagne (1926) ; G. Merklen et R. Desjardins exerçaient leur activité de peintre-verrier à Angers ;
- Hubert de Sainte-Marie[30] de Quintin qui a réalisé les vitraux de la chapelle axiale de l'abside ainsi que de nombreux travaux de restauration sur les autres verrières.

## Iconographie
Les vitraux de l'église Saint-Malo de Dinan illustrent les différentes tendances iconographiques qui se sont succédé dans l'art du vitrail depuis le milieu du XIXe siècle :
- au milieu du XIXe siècle, les vitraux historiés remplacent les vitres claires à losanges qui ornaient pratiquement toutes les baies de l'église, elles sont encore présentes au niveau des chapelles rayonnantes de l'abside et des fenêtres hautes du chœur ;
- durant la deuxième moitié du XIXe siècle, les verrières sont illustrées de scènes religieuses mettant en valeur des saints et des épisodes des évangiles ; ces scènes ornent les verrières du chœur, du transept, et d'une partie de la nef ; toutes les scènes sont encadrées de motifs gothiques (la mose est alors au néo-gothique) et comportent parfois des éléments d'architecture renaissance ou classiques ;
- au début du  XXe siècle, l'art nouveau privilégie les décors à base d'ornementations végétales que l'on retrouve dans la verrière du rosaire (1901) à l'entrée de la nef
- après la première guerre mondiale, l'art déco revient à des formes plus géométriques, les personnages du vitrail commémoratif (1920) évoquent ce style par leur aspect hiératique (Jeanne d'Arc et de Saint-Michel) ;
- puis les grandes scènes historiées s'imposent, elles rappellent des épisodes glorieux de la paroisse, ce sont les sept grandes verrières décorant la nef ; ces scènes mettent également en valeur la ville de Dinan à travers ses monuments (couvent des Cordeliers, château de la Garaye, place du Champ, porte de Brest) ou ses œuvres religieuses (bas-relief de Notre-Dame des vertus conservé dans la basilique Saint-Sauveur) ;
- après la seconde guerre mondiale, le gout pour les scènes à personnages diminue, et comme pour la peinture, le vitrail s'oriente vers des représentations abstraites, telles les verrières créées par Hubert de Saint-Marie et ornant la chapelle axiale de l'abside.

Le premier programme iconographique du XIXe siècle correspond à la doctrine chrétienne de cette époque, influencée par le courant ultramontain, les scènes représentées doivent être simples, lisibles et inviter les fidèles à la piété :
- piété envers le Christ (Jésus et les enfants ; présentation de Jésus au temple ; le baptême du Christ) ;
- dévotion mariale (assomption et couronnement de la vierge ; la vierge Marie remets le rosaire à Saint-Dominique ; Présentation de Marie au temple ; la vierge Marie et les âmes du purgatoire).

À une époque où la déchristianisation menace l'église, la transmission des valeurs religieuses devient essentielle :
- la foi (Jésus et la Samaritaine) ;
- la charité (Saint Charles Borromée à Milan) ;
- l'eucharistie et la communion (éducation de Marie surmontant une scène de procession de jeunes communiantes) ;
- la famille chrétienne (la Sainte Famille).

L'église s'appuie également sur les Saints locaux pour relancer la pratique de la religion :
- verrière de Saint-Malo, Saint-Aaron et Saint Brendan.

Après l'unification de l'Italie et la disparition des États pontificaux, se pose la question romaine. Le pape ayant perdu son pouvoir temporel affirme son pouvoir spirituel en tant que pontife de l'église universelle. Il établit le dogme de l'infaillibilité pontificale en 1870. Le pape tient son pouvoir de Dieu :
- verrière représentant le Christ remettant les clés de l'église à Saint-Pierre.

En 1883, le pape Léon XIII écrit une lettre encyclique traitant de la dévotion au rosaire :
- verrière représentant la vierge Marie remettant le Rosaire à Saint Dominique (1901).

Après la guerre 14-18, l'église veut participer à la commémoration des soldats tombés pour la France, le thème du vitrail patriotique apparait alors dans les églises bretonnes :
- verrière dédiée Aux enfants de Dinan morts pour la France.

À partir de 1920, le choix des vitraux s'oriente vers des épisodes glorieux ou marquants de la paroisse Saint-Malo de Dinan :
- translation des reliques de Saint Malo ;
- Anne de Bretagne ;
- Geoffroy de Dinan se retire au prieuré Saint-Malo ;
- Charles de Blois, Duc de Bretagne et ses féaux, Duguesclin et Beaumanoir ;
- Saint Vincent Ferrier ;
- Grignion de Monfort.

## Description des vitraux
Les vitraux sont signés par l'atelier qui les a réalisé, souvent la signature du peintre ayant conçu la maquette (le carton) apparait à côté de celle du maître verrier, parfois, aucune signature n'apparait.
Les vitraux sont numérotés par des numéros impairs pour le côté nord et par des numéros pairs pour le côté sud, en progressant de l'est à l'ouest (de l'abside au portail occidental).

Plan des vitraux de l'église Saint-Malo de Dinan

### Vitraux du chœur
Tous ces vitraux datant du XIXe siècle respectent le style néo-médiéval en vogue à cette époque. Les scènes sont entourées d'éléments d'architecte gothique (dais et soubassements) plus ou moins riches, les plus sophistiqués étant ceux créés par Charles Champigneulle. Les fonds des vitraux, composés de villes dans des paysages montagneux, sont également inspirés de motifs médiévaux. La dominante néo-médiévale est parfois accompagnée de motifs néo-renaissance (vitrail de Saint Jean Borromée) ou néo-classiques (éducation de la Vierge Marie).
| N° du vitrail | Emplacement                                      | Vitrail                                                                      | Thème                                                              | Commentaire |
| ------------- | ------------------------------------------------ | ---------------------------------------------------------------------------- | ------------------------------------------------------------------ | --- |
| 10            | Déambulatoire sud, chapelle Saint-Michel         | Vitrail : Jésus et la Samaritaine                                            | Jésus et la Samaritaine                                            | Atelier Eugène Denis, Nantes, 1874. La scène est inspirée de l'évangile de Jean, à droite et à gauche, deux anges présentent des phylactères portant le texte en latin : « Si Scires donum Dei et Quis est qui dicit tibi da mihi bibere tu forsitan petisses ab eo et dedisset tibi aquam vivam », Jean, 4:10 (« Si tu savais le don de Dieu et qui est celui qui te dit : “Donne-moi à boire”, c’est toi qui lui aurais demandé, et il t’aurait donné de l’eau vive. »). Ce vitrail défend la valeur chrétienne de la foi. |
| 12            | Déambulatoire sud, chapelle Saint-Pierre         | Vitrail : Jésus remets les clés à Saint-Pierre                               | Jésus remets les clés à Saint-Pierre                               | Atelier Eugène Denis, Nantes, 1876. La scène est inspirée de l'évangile de Matthieu (texte en latin en bas de la scène) : et tibi dabo claves regni caelorum et quodcumque ligaveris super terram erit ligatum et in caelis et quodcumque solveris super terram erit solutum in caeli, Matthieu 16:19 (Je te donnerai les clefs du royaume des cieux: ce que tu lieras sur la terre sera lié dans les cieux, et ce que tu délieras sur la terre sera délié dans les cieux). Comme dans le tableau du Pérugin, La remise des clefs à Saint Pierre, jésus remets ici deux clefs, l'une d'or pour le Paradis, et l'autre d'argent pour le salut des âmes. Au tympan du vitrail apparaissent les insignes pontificaux. La scène insiste sur l'origine divine de l'autorité pontificale.                                                  |
| 9             | Déambulatoire nord, chapelle des Trépassés       | Vitrail : Les âmes du purgatoire                                             | Les âmes du purgatoire                                             | Atelier Ch. Champigneulle, Paris, 1893 (?). Vitrail très différent du style des autres verrières du chœur. Les personnages implorent la vierge de sauver les âmes du purgatoire. Au XIXe siècle et au début du XXe siècle, le thème du purgatoire se répand dans les églises, ce développement est à mettre en relation avec l'essor du culte des morts à cette époque. Pour contrer ce culte à connotation païenne, l'église a tenté de le récupérer par le biais des prières aux défunts et par la représentation du purgatoire que les âmes pouvaient quitter grâce aux prières des fidèles. Le purgatoire était représenté alors soit comme un lieu de souffrance proche de l'image de l'enfer soit comme un lieu de purification avant d'atteindre le paradis, manifestement l'artiste a choisi ici la première représentation. |
| 11            | Déambulatoire nord, chapelle Sainte-Anne         | Vitrail : L'éducation de Marie                                               | L'éducation de Marie                                               | Atelier Eugène Denis, Nantes, 1875. Sainte Anne regarde Marie lisant un texte en latin : Ecce virgo concipiet et pariet filium et vocabitur nomen eius Emmanuel, Matthieu 1,23 (Voici que la Vierge concevra et enfantera un fils, et on lui donnera le nom d'Emmanuel). L'éducation religieuse des enfants est le thème de ce vitrail. Le fuseau posé sur un banc symbolise le travail domestique féminin. En bas du vitrail : une procession de communiantes renforce l'idée d'éducation religieuse. Au centre du tympan : les armoiries de Mgr Auguste David, évêque de Saint-Brieuc et Tréguier de 1862 à 1882 |
| 13            | Déambulatoire nord, chapelle Saint-Charles       | Vitrail : Saint Charles Borromée donnant le viatique aux pestiférés de Milan | Saint Charles Borromée donnant le viatique aux pestiférés de Milan | Probablement de l'atelier Eugène Denis. Sous la scène, un texte en latin : Bonus pastor animam suam dat pro ovibus suis Jean 10,11 (Le bon berger donne sa vie pour ses brebis). La scène se déroule lors de la Grande Peste de Milan en 1576. Au tympan du vitrail, les armoiries sont celles du cardinal Ferdinand Ier de Médicis (1549-1609). Ce vitrail conseille de pratiquer la charité. Ce vitrail est une reproduction du tableau Saint Charles Borromée administrant la communion aux pestiférés de Milan, 1650, attribué à Pierre Mignard, tableau dont la maquette est conservée au musée André Malraux du Havre. Sa reproduction était répandue dans beaucoup d'hospices, l'une d'entre elles aurait pu servir de modèle à l'atelier verrier.                                                                            |
| 15            | Déambulatoire nord, chapelle Saint Jean-Baptiste | Vitrail : Saint-Jean-Baptiste prêchant                                       | Saint-Jean-Baptiste prêchant                                       | Atelier Eugène Denis, Nantes, 1881. Sous la scène se déroule un texte en latin : Post me venit vir qui ante me factus est quia prior me erat, Jean 1:30 (Après moi vient un homme qui est au-dessus de moi, car il est plus ancien que moi). Le Christ est représenté en arrière plan pour appuyer le propos. Les armoiries papales présentées en haut de vitrail sont celles Léon XIII, pape de 1878 à 1903. |

### Vitraux du transept
| N° du vitrail | Emplacement                               | Vitrail                                            | Thème                                    | Commentaire |
| ------------- | ----------------------------------------- | -------------------------------------------------- | ---------------------------------------- | --- |
| 14            | Transept sud (invisible derrière l'orgue) | Vitrail : Saint-Brendan, Saint-Malo et Saint-Aaron | Saint-Brendan, Saint-Malo et Saint-Aaron | Signature inaccessible. Vitrail dédié à Saint-Brendan, Saint-Malo et Saint-Aaron, placé au-dessus du porche principal, il rend hommage à Saint-Malo, patron de l'église. Selon la légende, Saint-Malo fonda l'évêché d'Aleth, il avait été formé et baptisé par Saint Brendan. Lorsqu'il arriva à Aleth, il y rencontra Saint Aaron qui y avait fondé un ermitage. |
| 17            | Transept nord                             | Vitrail : Couronnement de la Vierge                | Couronnement de la Vierge                | Atelier Eugène Denis, Nantes, 1875. Grande verrière composée de 6 lancettes ornementées d'éléments d'architecture en gothique flamboyant. La scène symbolise l'inhumation de la Vierge entourée des apôtres et de personnages des évangiles, son assomption et son couronnement par le christ. Thème fréquent dans la plupart des verrières du XIXe siècle, il témoigne de la piété mariale en cette fin de siècle. Au tympan du vitrail, Dieu le père est coiffé de la tiare papale et est accompagné de la colombe du Saint Esprit. À droite et à gauche du tympan, des prophètes dont David et sa lyre. En bas à gauche, une Vierge à l'Enfant remet le rosaire à saint Dominique, derrière elle une religieuse munie d'une flèche qui symbolise généralement Sainte Ursule, sa présence dans cette verrière serait à expliciter. En bas à droite, la vierge remet le scapulaire à Saint Simon stock. |

### Vitraux des chapelles de la nef
Ces deux vitraux, assez semblables dans leur conception, sont différents de ceux du chœur. Les éléments de décor ne sont pas gothiques mais antiques. L'entourage des scènes est purement décoratifs sans référence à une architecture particulière. Les tympans des deux vitraux sont de composition identique à l'exception du médaillon central : Dieu le père (vitrail de Saint Victor) fait face à la colombe du Saint-Esprit (vitrail de la sainte Famille). Ces deux vitraux ne sont pas signés mais évoquent néanmoins le style de l'atelier Eugène Denis.
| N° du vitrail | Emplacement                           | Vitrail                     | Thème             | Commentaire |
| ------------- | ------------------------------------- | --------------------------- | ----------------- | --- |
| 16            | Chapelle Saint-Victor, sud de la nef  | Vitrail : Saint-Victor      | Saint Victor      | Le thème de ce vitrail fait directement référence à la chapelle dans laquelle il se trouve. L'inscription présentée par les anges : « Tu as bien combattu Victor, la couronne immortelle est préparée » évoque la phrase de Saint Bernard « ce fut alors que Saint Victor monta victorieux dans le ciel pour recevoir de la main de son seigneur la couronne de victoire ». Saint Bernard faisait référence à la vie de Saint Victor de Plancy, prêtre et ermite du VIe siècle. Ce vitrail représenterait plutôt Saint Victor de Marseille, légionnaire, martyr sous l'Empire romain. Ce même thème a été traité par Ch. Champigneulle fils, à l'église Saint Victor d'Artenay dans le Loiret, mais probablement plus tardivement que le présent vitrail. |
| 19            | Chapelle Saint-Joseph, nord de la nef | Vitrail : La Sainte Famille | La Sainte Famille | La Sainte-Famille est un thème fréquent à la fin du XIXe siècle, il donne l'exemple d'une famille chrétienne exemplaire dont les fidèles doivent s'inspirer. |

### Vitraux de la façade occidentale
Ces trois verrières ne comportent ni signature, ni date mais elles sont comparables aux vitraux d'Eugène Denis présents dans le chœur, il est fort probable qu'ils proviennent du même atelier. Les tympans et la rosace centrale, ornées de symboles floraux sont cependant différents. Cette façade occidentale est entièrement consacrée au Christ. Enfance du Christ, présentation au temple et baptême évoquent l'entrée des enfants dans la religion.
| N° du vitrail | Emplacement                   | Vitrail                                                    | Thème                                            | Commentaire |
| ------------- | ----------------------------- | ---------------------------------------------------------- | ------------------------------------------------ | --- |
| 26            | au sud du portail occidental  | Vitrail : Jésus et les enfants                             | Jésus et les enfants                             | La scène est ornée de symboles gothiques sur un fond de végétation exotique. Jésus, entouré de ses apôtres bénit les enfants. |
| 31            | Façade occidentale            | Grande rosace et vitrail : Présentation de Jésus au temple | Grande rosace et présentation de Jésus au temple | La scène est entourée d'éléments gothiques, elle se déroule dans un temple d'architecture renaissance à chapiteaux corinthiens. Le chandelier à sept branches évoque le temple. Les deux colombes posées dans un nid à terre évoquent la pureté de Marie (Voir la présentation de Jésus au temple). Marie accompagnée de Joseph présente Jésus au prêtre Syméon. |
| 29            | au nord du portail occidental | Vitrail : Le baptême du Christ                             | Le baptême du Christ                             | Saint Jean-Baptiste baptise le Christ, la colombe du Saint-Esprit le surplombe. |

### Vitraux de la nef
| N° du vitrail | Emplacement | Vitrail | Thème | Commentaire |
| ------------- | ----------- | --- | --- | --- |
| 18            | nef sud     | Vitrail : La vierge Marie remet le rosaire à Saint Dominique | La vierge Marie remet le rosaire à Saint Dominique | Atelier Ch. Lorin, Chartres, 1901, pas de cartonnier mentionné. Le style de ce vitrail aux motifs floraux abondants rappelle le style Art nouveau du début du XXe siècle, lui aussi basé sur les arabesques végétales. Une Vierge à l'enfant remet le Rosaire à Dominique de Guzman, Catherine de Sienne, religieuse dominicaine, l'accompagne, on la reconnait à sa couronne d'épines. Conformément à sa représentation iconographique, Saint Dominique a le front paré d'une étoile, est accompagné d'un chien portant une torche et un lys est disposé à proximité. Ce vitrail a été donné par Madame Eugène Portier, en souvenir de son mari, président de la fabrique. |
| 20            | Nef sud     | Vitrail : Au château de la Garaye, en 1706, Louis-Marie Grignion de Montfort rencontre le Comte et la Comtesse de la Garaye                                                                               | Au château de la Garaye, en 1706, Grignion de Monfort rencontre le Comte et la Comtesse de la Garaye                                                                                            | Atelier G. Merklen, cartonnier probable : Jean Virolle, Angers, 1923 (panneaux manquants). Grignion de Monfort propage la dévotion à la vierge Marie en Bretagne au XVIIIe siècle. La représentation de la vierge Marie protégeant les fidèles sous son manteau est inspirée des Vierges de miséricorde de la peinture italienne. La reconstitution du château de la Garaye, maintenant en ruine, a été réalisée par M. Vorin, architecte en chef des Beaux arts. Ce vitrail a été acheté environ 14 000 F, qui ont été entièrement financés par la paroisse. |
| 22            | nef sud     | Vitrail : Aux enfants de Dinan morts pour la France (guerre 1914-1918) | Aux enfants de Dinan morts pour la France (guerre 1914-1918) | Atelier Ch. Champigneulle, cartonnier : H.M. Magne, Paris, 1921. Un des nombreux vitraux du souvenir qui se répandent dans les églises de France après la guerre 14-18. Le style des personnages de la scène se rapproche du style Art Déco datant de la même époque. Transcription religieuse du monument aux morts, les scènes de guerre sont illustrées de symboles chrétiens. Les instruments de la passion (couronne d'épines, clous, colonne de la flagellation, lance...) figurés au tympan du vitrail associent la guerre au martyre du Christ. Jésus est entouré de Saint Michel terrassant le dragon, de Jeanne d'Arc (canonisée en 1920) et de Saint-Malo. En bas du vitrail, l'ancien curé de l'église console une veuve et une orpheline, ce sont les donatrices de la verrière. M. Hambold, architecte en chef des Monuments Historiques à l'époque, souhaitait de cette dernière scène soit retirée du vitrail, mais manifestement, il n'eut pas gain de cause. |
| 24            | nef sud     | Vitrail : Après la 1re croisade, Geoffroy de Dinan se retire au prieuré Saint-Malo fondé par son père en 1066 et laisse à son fils Ollivier son fief de Dinan, 1108                                       | Après la 1re croisade, Geoffroy de Dinan se retire au prieuré Saint-Malo fondé par son père en 1066 et laisse à son fils Ollivier son fief de Dinan, 1108                                       | Atelier G.Merklen, cartonnier : Jean Virolle, Angers, 1923. Ce vitrail a été exposé au salon des artistes de 1923. Avant la pose de cette verrière, la façon dont a été représentée la prise de l'habit monastique par Geoffroy de Dinan a été contrôlée par M. Enlart, Directeur du Musée de Sculpture Comparée du Trocadéro. L'église figurée en arrière-plan est une représentation de l'ancienne église Saint-Malo qui existait à cette époque à l'emplacement de l'actuelle chapelle Saint-Joachim. Au tympan du vitrail, les armoiries de Dinan et de la Bretagne. Ce vitrail a été acheté environ 14 000 F et entièrement financé par la paroisse. |
| 27            | nef nord    | Vitrail : Le Bx Charles de Blois, Duc de Bretagne et ses féaux, Duguesclin et Beaumanoir devant l’image de Notre-Dame des Vertus sont reçus par le révérend prieur du couvent des Cordeliers, XIVe siècle | Le Bx Charles de Blois, Duc de Bretagne et ses féaux, Duguesclin et Beaumanoir devant l’image de Notre-Dame des Vertus sont reçus par le révérend prieur du couvent des Cordeliers, XIVe siècle | Probablement atelier G.Merklen, cartonnier : Jean Virolle. Notre-Dame des vertus était l'ancien nom du couvent des Cordeliers aujourd'hui remplacé par un bâtiment du XVe siècle. Au-dessus du porche l’emblème de la custodie franciscaine de Terre Sainte porté par deux anges (les Franciscains sont également dénommés Cordeliers). Le bas-relief de Notre-Dame des Vertus se trouve dans la basilique Saint-Sauveur de Dinan, une représentation symbolique est portée ici en procession. Au centre Duguesclin reconnaissable à ses armoiries (aigle bicéphale). La scène se déroule place des Cordeliers à Dinan. Le tympan du vitrail reprend des thèmes relatifs à la Vierge Marie (la tour de DavidTurris davidica des litanies de la vierge, Fons Gratiarum à rapprocher de fons hortorum du Cantique des cantiques, 4:15). |
| 25            | nef nord    | Vitrail : Le grand prédicateur dominicain Saint Vincent Ferrier prêche à Dinan sur la place du champ es chevaux en présence du Duc Jean V de Bretagne et de l'évêque de Saint-Malo Robert de la Motte     | Le grand prédicateur dominicain Saint Vincent Ferrier prêche à Dinan sur la place du champ es chevaux en présence du Duc Jean V et de l'évêque de Saint-Malo Robert de la Motte                 | Probablement atelier G.Merklen, cartonnier : probablement Jean Virolle. Après avoir prêché dans une partie de l'Europe, Saint Vincent Ferrier, appelé par Jean V, parcourt la Bretagne de 1418 à 1419, Dinan est l'une de ses étapes. Son prêche évoque le martyre du Christ. Le saint suaire et les instruments de la passion apparaissent au tympan du vitrail |
| 23            | nef nord    | Vitrail : Anne de Bretagne, Reine de France, fondatrice de l'église Saint-Malo, fait son entrée à Dinan par la porte de Brest en l'an 1505                                                                | Anne de Bretagne, Reine de France, fondatrice de l'église Saint-Malo, fait son entrée à Dinan par la porte de Brest en l'an 1505                                                                | Atelier R. Desjardins, cartonnier : Jean Virolle, Angers, 1926. L'église Saint-Malo de Dinan se devine derrière la porte de Brest. Celle-ci n'existait déjà plus lorsque fut réalisé ce vitrail puisqu'elle fut détruite en 1880. Le tympan du vitrail présente les armoiries de France et de Bretagne. Bien que Jean II de Rohan soit le fondateur historique de l'église Saint-Malo de Dinan, il est ici délaissé au profit d'Anne de Bretagne qui a également participé au financement de la construction, mais plus tardivement que Jean II de Rohan. Son absence dans ce programme iconographique peut s'expliquer par le fait que la famille de Rohan avait choisi le culte protestant. |
| 21            | nef nord    | Vitrail : Translation des reliques du Bienheureux Saint Malo de Saint Malo de l'Isle à Saint Malo de Dinan XIV septembre MDCLXX                                                                           | Translation des reliques du Bienheureux Saint Malo de Saint Malo de l'Isle à Saint Malo de Dinan XIV septembre MDCLXX                                                                           | Atelier G. Merklen, cartonnier : Jean Virolle, Angers, 1924. On reconnaît la rue et la porte du Jerzual, les remparts de Dinan ainsi que la basilique Saint Sauveur. Le tympan du vitrail semble figurer des épisodes de la vie de Saint-Malo. Cette verrière a coûté 16 000 F, qui ont été entièrement fournis par la paroisse. |

### Verrières décoratives
Les verrières décoratives occupent l'ensemble des fenêtres des chapelles rayonnantes de l'abside ainsi que les fenêtres hautes du chœur et de la nef.
| Verrières de la chapelle axiale (1955)                                                      | Verrières du haut-chœur | Verrières des chapelles rayonnantes nord et sud                               |
| Verrières de la chapelle axiale (1955), flammes polychromes Hubert de Sainte Marie, Quintin | Verrières du haut-chœur | Verrières des chapelles rayonnantes nord et sud (probablement du XIXe siècle) |